# Q-switching
Il Q-switching è una tecnica per mezzo della quale un laser può produrre un fascio d'uscita impulsato. Questa tecnica permette la produzione di impulsi di luce con una potenza di picco estremamente alta (gigawatt), molto più alta di quella che sarebbe prodotta dallo stesso laser se operasse in continuo. Se viene confrontato con il mode-locking, un'altra tecnica per la generazione di impulsi con i laser, il Q-switching permette di ottenere una frequenza di ripetizione (repetition rate) degli impulsi molto inferiore, ma più alte energie e maggiore durata dell'impulso. Le due tecniche sono spesso usate contemporaneamente.
Il Q-switching fu proposto per la prima volta nel 1958 da Gordon Gould, e scoperto e dimostrato indipendentemente nel 1961 e 1962 da R.W. Hellwarth e F.J. McClung usando delle celle di Kerr  come otturatori in un laser a rubino.